# Roodmantelspecht
De roodmantelspecht (Colaptes rivolii; synoniem: Piculus rivolii) is een vogel uit de familie Picidae (spechten).

## Verspreiding en leefgebied
Deze soort komt voor van noordwestelijk Venezuela tot centraal Bolivia en telt zes ondersoorten:
- C. r. quindiuna: het noordelijke deel van Centraal-Colombia.
- C. r. zuliensis: Serranía del Perijá aan de Colombia-Venezuela grens.
- C. r. rivolii: het oostelijke deel van Centraal-Colombia en noordwestelijk Venezuela.
- C. r. meridae: westelijk Venezuela.
- C. r. brevirostris: van zuidwestelijk Colombia tot centraal Peru.
- C. r. atriceps: zuidoostelijk Peru en Bolivia.

## Status
De grootte van de populatie is niet gekwantificeerd maar de soort wordt omschreven als niet algemeen voorkomend. Op de Rode lijst van de IUCN heeft deze soort de status niet bedreigd.